# Vrh nad Laškim
Vrh nad Laškim – wieś w Słowenii, w gminie Laško. W 2018 roku liczyła 135 mieszkańców.